# Wanderzoo
Ein Wanderzoo ist ein Zoo, der nicht oder nicht nur über einen festen Standort verfügt, sondern ähnlich einem Wanderzirkus oder einer Wandermenagerie verschiedene Städte bereist.
Im Unterschied zu den früheren Wandermenagerien steht bei heutigen Wanderzoos nicht die Darstellung der Tiere für ein sensationslüsternes Publikum im Vordergrund, sondern der Wanderzoo richtet sich mehr nach den heute üblichen Richtlinien für Zoos. Insbesondere wird auf einen direkten Kontakt zwischen Mensch und Tier, Dressuren etc. oftmals verzichtet, ausgenommen Streichelwanderzoos. Aufgrund seiner Haupteigenschaft – dem Wandern – ist eine artgerechte Haltung jedoch nur beschränkt möglich, weswegen Wanderzoos auch immer wieder von Tierschützern kritisiert werden.
Wanderzoos verfügen nur über eine beschränkte Anzahl von Tieren, wobei sich diese meistens relativ leicht halten lassen. Üblich sind z. B. Reptilien-, Schlangen- und Insekten-/Heuschrecken-Schauen. Große Tiere sind nur selten Bestandteil eines Wanderzoos.
Wanderzoos sind in Form von Schaubuden auf Jahrmärkten anzutreffen, reisen als eigenständige Attraktion durch das Land, wo sie sich oftmals in Messehallen etc. einmieten, oder sind Bestandteile eines Zirkus.
Einer der bekanntesten Wanderzoos ist jener des Schweizer Circus Knie, in welchem bis 2003 auch Großkatzen und bis 2015 auch Elefanten zu sehen waren.